# Niklas Stenberg
Niklas Stenberg, född 1974, är en svensk jurist och företagsledare.
Stenberg tillträdde som verkställande direktör och koncernchef för Addtech den 30 augusti 2018. Dessförinnan hade han flera ledande befattningar inom företaget sedan år 2010 och ingick i koncernledningen sedan år 2015. Han hade olika befattningar inom Bergman & Beving under åren 2005–2010 och arbetade dessförinnan som advokat.
Stenberg har en juristexamen från Uppsala universitet.